# مایکا ویلکینسون
مایکا ویلکینسون (انگلیسی: Micah Wilkinson؛ زادهٔ ۶ فوریهٔ ۱۹۹۶) قایقران قایق بادبانی اهل نیوزیلند است.